# Nephodia unilinea
Nephodia unilinea là một loài bướm đêm trong họ Geometridae.